# Алужина
Алу́жина (бур. Алуужан) — деревня (до 1995 года село) в Эхирит-Булагатском районе Усть-Ордынского Бурятского округа (в составе Иркутской области России). Административный центр муниципального образования «Алужинское».

## География
Находится в 14 км к югу от районного центра, посёлка Усть-Ордынский, в 10 км от автодороги Р418, на правом берегу реки Мурин.

## Происхождение названия
По предположению Гавриила Богданова, название может быть связано с названием бурятского рода Алагуй (алагуевского рода).

## История
Образовалась в середине XX века путём слияния нескольких бурятских улусов.

## Население
| 2002 | 2010 | 2011 | 2012 |
| ---- | ---- | ---- | ---- |
| 515  | ↗522 | ↘520 | ↘511 |